# Thesbia unica
Thesbia unica é uma espécie de gastrópode do gênero Thesbia, pertencente a família Raphitomidae.